# Curtis Bolton
Curtis Giles Charles Bolton III (Honolulu, 18 dicembre 1995) è un giocatore di football americano statunitense che milita nel ruolo di linebacker e che è free agent. Al college ha giocato per l'Università dell'Oklahoma.

## Carriera universitaria
Bolton, originario di Honolulu nelle Hawaii, cominciò a giocare a football alla high school venendo nominato nel suo ultimo anno come MVP del campionato. Ricevette varie offerte di borse di studio, come da Arizona, Iowa State e Washington, ma scelse di andare a giocare nel 2014 per l'Università dell'Oklahoma con i Sooners che militano nella Big 12 Conference (BIG-12) della Divisione I della Football Bowl Subdivision (FBS) della NCAA. Nel suo primo anno fu redshirt, poteva quindi allenarsi con la squadra senza disputare gare ufficiali. Giocò poi le successive quattro stagione, dal 2015 al 2018, diventando titolare nell'ultimo anno dove fece 138 tackle, 4,5 sack e 2 passaggi deviati.
Statistiche al college
| Stagione | Stagione | Stagione   | Stagione   | Stagione | Stagione | Difesa  | Difesa  | Difesa  | Difesa | Difesa | Difesa |
| Anno     | Squadra  | Campionato | Conference | P        | PT       | T. tot. | T. sol. | T. ass. | Sack   | FF     | Int.   |
| -------- | -------- | ---------- | ---------- | -------- | -------- | ------- | ------- | ------- | ------ | ------ | ------ |
| 2014     | Oklahoma | FBS Div. I | Big-12     | 0        | 0        | 0       | 0       | 0       | 0,0    | 0      | 0      |
| 2015     | Oklahoma | FBS Div. I | Big-12     | 4        | 0        | 0       | 0       | 0       | 0,0    | 0      | 0      |
| 2016     | Oklahoma | FBS Div. I | Big-12     | 12       | 0        | 9       | 7       | 2       | 0,0    | 0      | 0      |
| 2017     | Oklahoma | FBS Div. I | Big-12     | 4        | 0        | 5       | 3       | 2       | 0,0    | 0      | 0      |
| 2018     | Oklahoma | FBS Div. I | Big-12     | 14       | 14       | 139     | 58      | 81      | 4,5    | 0      | 0      |
| Totale   | Totale   | Totale     | Totale     | 34       | 14       | 153     | 68      | 85      | 4,5    | 0      | 0      |

Fonte: Football Database

## Carriera professionistica

### Green Bay Packers
Bolton non fu scelto nel Draft NFL 2019 e firmò quindi da undrafted free agent con i Green Bay Packers.
Nelle prime due gare di precampionato realizzò 8 tackle, due passaggi deviati e un intercetto, ma si infortunò poi al legamento crociato anteriore, infortunio che gli fece concludere anzitempo la sua stagione da rookie senza scendere in campo in gare ufficiali.
Il 31 luglio 2020, all'inizio della stagione successiva, fu inserito nella lista dei giocatori attivi ma non abili a giocare (PUP, phisically unable to perform). Poi il 5 settembre 2020, all'inizio della stagione regolare, fu spostato nella lista riserve/PUP. Il 6 ottobre 2020 Bolton fu svincolato dai Packers.

### Houston Texans
Il 10 novembre 2020 Bolton firmò per la squadra di allenamento degli Houston Texans. Il 4 gennaio 2021 firmò da riserva/contratto futuro. Il 16 marzo 2021 fu svincolato dai Texans.

### Indianapolis Colts
Il 10 agosto 2021 Bolton firmò con gli Indianapolis Colts. Fu svincolato il 31 agosto 2021 e contrattualizzato con la squadra di allenamento il giorno successivo, ma poi svincolato definitivamente due giorni dopo.

### San Francisco 49ers
Il 14 settembre 2021 Bolton firmò per la squadra di allenamento dei San Francisco 49ers ma fu poi svincolato tre settimane dopo.

### Detroit Lions
Il 1º dicembre 2021 Bolton firmò per la squadra di allenamento dei Detroit Lions. Fece il suo debutto da professionista nella gara del quattordicesimo turno, la sconfitta 10-38 contro i Denver Broncos. Fu promosso nel roster attivo il 28 dicembre 2021. Terminó la stagione con cinque presenze, tutte da subentrante.
Il 27 aprile 2022 Bolton fu svincolato dai Lions.

### Las Vegas Raiders
Il 1º agosto 2022 Bolton firmò per i Las Vegas Raiders. Non riuscì a rientrare nel roster attivo all'inizio della stagione e fu svincolato il 30 agosto 2022 per poi essere aggregato alla squadra di allenamento il giorno successivo. Il 10 ottobre 2022 Bolton fu spostato nel roster attivo per la partita del quinto turno contro i Kansas City Chiefs. Il 10 novembre 2022 fu promosso nel roster attivo. Chiuse la stagione con 10 presenze, nessuna da titolare.
Il 18 marzo 2023 Bolton rifirmò per un altro anno con i Raiders. Dopo aver subito un infortunio ad un ginocchio che l'aveva costretto ad uscire nel primo tempo della gara di settimana 3, la sconfitta 18-23 contro i Pittsburgh Steelers, il 30 settembre 2023 Bolton fu inserito nella lista riserve/infortunati dovendo saltare almeno le successive quattro partite. Il 26 ottobre 2023 fu designato per tornare nel roster attivo, avendo quindi fino a 21 giorni per ritornare a giocare. Fu effettivamente riportato nel roster attivo il 30 ottobre 2023, per la gara dell'ottavo turno del Monday Night Football contro i Detroit Lions. Concluse la stagione giocando, da subentrante, in tutte le gare restanti, collezionando complessivamente 13 presenze e 8 tackle.

### Miami Dolphins
Il 27 luglio 2024 Bolton firmò con i Miami Dolphins. Il 27 agosto 2024, termine per la definizione del roster attivo iniziale per la nuova stagione, fu svincolato.

### New York Giants
Il 28 agosto 2024 Bolton firmò con i New York Giants. Fu svincolato il 7 settembre e poi aggregato alla squadra di allenamento due giorni dopo. Il 10 novembre fu elevato nel roster attivo per la gara del decimo turno contro i Carolina Panthers. Il 19 novembre fu svincolato.

### Tennessee Titans
Il 10 dicembre 2024 Bolton firmò con la squadra di allenamento dei Tennessee Titans. Il 6 gennaio 2025 firmò da riserva/contratto futuro. Il 16 aprile 2025, con i Titans che necessitavano di posti liberi nel roster alla vigilia del draft, fu svincolato.

## Statistiche

### Stagione regolare
| Stagione | Stagione | Stagione | Stagione | Difesa      | Difesa      | Difesa      | Difesa      | Difesa      | Difesa      | Difesa      |
| Anno     | Squadra  | P        | PT       | T. tot.     | T. sol.     | T. ass.     | Sck         | Int.        | P.D.        | F.F.        |
| -------- | -------- | -------- | -------- | ----------- | ----------- | ----------- | ----------- | ----------- | ----------- | ----------- |
| 2019     | GB       | 0        | 0        | Infortunato | Infortunato | Infortunato | Infortunato | Infortunato | Infortunato | Infortunato |
| 2020     | GB       | 0        | 0        | 0           | 0           | 0           | 0,0         | 0           | 0           | 0           |
| 2021     | IND      | 0        | 0        | 0           | 0           | 0           | 0,0         | 0           | 0           | 0           |
| 2021     | DET      | 5        | 0        | 3           | 2           | 1           | 0,0         | 0           | 0           | 0           |
| 2022     | LV       | 10       | 0        | 5           | 2           | 3           | 0,0         | 0           | 0           | 0           |
| 2023     | LV       | 13       | 0        | 8           | 7           | 1           | 0,0         | 0           | 0           | 0           |
| 2024     | NYG      | 1        | 0        | 0           | 0           | 0           | 0,0         | 0           | 0           | 0           |
| Totale   | Totale   | 29       | 0        | 16          | 11          | 5           | 0,0         | 0           | 0           | 0           |

Fonte: Football Database